# Sylvester Ahola
Pour les articles homonymes, voir Ahola.
Sylvester Ahola - surnommé parfois « Hooley » - est un cornettiste et trompettiste de jazz américain né le 24 mai 1902 à Gloucester (Massachusetts) et mort le 13 février 1995 dans la même ville.

## Biographie
Né dans une famille d’origine finnoise, Sylvester Ahola commence à apprendre le cornet à l’âge de six ans. Sa carrière commence dans les années 1920. On peut l’entendre dans les orchestres de Frank E. Ward (1924), Paul Specht (1926), Peter Van Steeden (1927) et avec les « California Ramblers ». On retrouve dans son style de trompette, au phrasé legato et au son assez « rond », l'influence de Bix Beiderbecke et Red Nichols.
En 1927, il part en tournée en Angleterre avec le groupe les « Savoy Orpheans ». Il s’installe à Londres où il est vite un trompettiste très demandé par les chefs d’orchestres de jazz ou de danse. Il enregistre abondamment avec divers formations (Jack Harris, John Firman, Ted Heath, Bert Ambrose…).
En 1931, il est de retour aux États-Unis, après des brefs séjours chez Peter Van Steeden puis chez Ed Kirkebyn, il rejoint le « staff orchestra » de la NBC et travaille comme musicien de studio. En 1940, il se retire à Gloucester où il continue à jouer occasionnellement dans des orchestres locaux.